# Clotilde Bruneau
Clotilde Bruneau est une scénariste de bande dessinée née en 1987 à Paris. Elle collabore principalement avec la collection « La Sagesse des mythes ».

## Biographie
Clotilde Bruneau, née en 1987 à Paris, obtient un diplôme en arts plastiques puis étudie le cinéma en 2010 avant de participer à l'écriture de quelques albums dans la collection « Les nouvelles aventures du Petit Prince » à partir de 2012.
En 2014, Clotilde Bruneau co-écrit une première bande dessinée historique sur Charlemagne, en collaboration avec l’historienne Geneviève Bührer-Thierry et Vincent Delmas, pour la collection « Ils ont fait l'histoire » (Glénat / Fayard). Elle rédige également, avec Mathieu Esteban, un volume sur Soliman le Magnifique servi par le dessin de Christi Pacurariu.
Bruneau exerce comme scénariste pour la collection La Sagesse des mythes, qui porte sur les classiques de la mythologie grecque. Les premiers albums de cette série sont publiés en septembre 2016, avec le mythe de Prométhée et le cycle de l'Iliade.
Clotilde Bruneau travaille également sur plusieurs séries animées comme Les Kassos ou Lastman (série télévisée d'animation).

## Œuvre
Sauf indication contraire, Clotilde Bruneau est scénariste.
- Ils ont fait l'histoire : Charlemagne, co-scénario avec Geneviève Bührer-Thierry et Vincent Delmas, dessin de Gwendal Lemercier, Glénat / Fayard, juin 2014  (ISBN 978-2-7234-9556-1) (BNF 43866839)
- Ils ont fait l'histoire : Soliman le Magnifique, co-scénario avec Mathieu Esteban, dessin de Christi Pacurariu, Glénat / Fayard, janvier 2015  (ISBN 978-2-7234-9558-5) (BNF 44307031)
- L'iliade, dessin de Pierre Taranzano, Glénat, coll. La Sagesse des mythes

1. La pomme de discorde[8], septembre 2016  (ISBN 978-2-344-00166-0) (BNF 45119769)
2. La guerre des dieux[9], septembre 2017  (ISBN 978-2-344-01193-5) (BNF 45357092)
3. La chute de Troie, septembre 2018  (ISBN 978-2-344-02064-7) (BNF 45587709)

- Jason et la Toison d'or[10], dessin d'Alexandre Jubran, Glénat, coll. La Sagesse des mythes

1. Premières armes[11], novembre 2016  (ISBN 978-2-344-00168-4) (BNF 45154886)
2. Le voyage de l'Argo, mai 2018  (ISBN 978-2-7234-9953-8) (BNF 45516016)
3. Les maléfices de Médée[12], avril 2019  (ISBN 978-2-344-02387-7) (BNF 45712711)

- Prométhée et la boîte de Pandore, dessin de Giuseppe Baiguera, Glénat, coll. La Sagesse des mythes, septembre 2016  (ISBN 978-2-344-00164-6) (BNF 45120350)
- Thésée et le Minotaure, dessin de Mauro De Luca, Glénat, coll. La Sagesse des mythes, novembre 2016  (ISBN 978-2-344-00170-7) (BNF 45154890)
- Antigone[13], dessin de Giuseppe Baiguera, Glénat, coll. La Sagesse des mythes, novembre 2017  (ISBN 978-2-344-01259-8) (BNF 45700723)
- Héraclès, dessin d'Annabel, Glénat, coll. La Sagesse des mythes

1. La Jeunesse du héros, mars 2017  (ISBN 978-2-344-00167-7)

- La Naissance des dieux[13], dessin de Federico Santagati et Dim. D, Glénat, coll. La Sagesse des mythes, novembre 2017  (ISBN 978-2-344-00163-9) (BNF 45700710)
- L'Odyssée, Glénat, coll. La Sagesse des mythes

1. La Colère de Poséidon[14], dessin de Giovanni Lorusso, septembre 2017  (ISBN 2-344-00165-4)
2. Circé la magicienne, dessin de Giuseppe Baiguera, septembre 2019  (ISBN 978-2-344-01194-2) (BNF 45357171)

- Persée et la Gorgone Méduse, dessin de Giovanni Lorusso, Glénat, coll. La Sagesse des mythes, mars 2017  (ISBN 978-2-344-00169-1) (BNF 45233525)
- Dédale et Icare[15], dessin d'Alexandre Jubran et Giulia Pellegrini, Glénat, coll. La Sagesse des mythes, septembre 2018  (ISBN 978-2-344-01419-6) (BNF 45580893)
- Les mésaventures du roi Midas[16], dessin de Giuseppe Baiguera et Stefano Garau, Glénat, coll. La Sagesse des mythes, novembre 2018  (ISBN 978-2-344-01076-1) (BNF 45620856)
- Œdipe[17],[10], dessin de Diego Oddi, Glénat, coll. La Sagesse des mythes, mai 2018  (ISBN 978-2-344-01222-2) (BNF 45516006)
- La coupe du monde de la pâtisserie[18], dessin de Christine Chatal, Glénat, janvier 2019  (ISBN 978-2-344-03265-7) (BNF 45663058)
- Céphéide[19], dessin de Mélissa Morin, Glénat, coll. Log-In, juin 2019  (ISBN 978-2-344-03309-8)
- Orphée et Eurydice, dessin de Diego Oddi, Glénat, coll. La Sagesse des mythes, juin 2019  (ISBN 978-2-344-01422-6)
- Tantale et autres mythes de l'orgueil[12], dessin de Carlos Rafael Duarte, Glénat, coll. La Sagesse des mythes, avril 2019  (ISBN 978-2-344-01423-3) (BNF 45712719)
- Mal tournée ![20], dessin d'Isa Python, couleurs de Scarlett Smulkowski, Glénat, coll. Porn’Pop, 2020  (ISBN 9782344037348)
- Hippolyte[21], dessin de Carole Chaland, Glénat, 2020